# 内分泌器

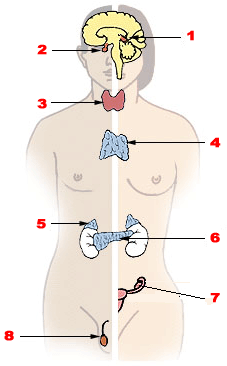
ヒトの主要な内分泌腺
（右側が女性、左側が男性）、
1松果体
2下垂体
3甲状腺
5副腎
6膵臓
7卵巣
8精巣
なお、4胸腺は内分泌腺ではない。

内分泌器（ないぶんぴつき、英: endocrine organ）とは、多細胞生物、特に動物において、ホルモンを体内へ分泌する器官のこと。
ホルモンを分泌する腺なので、内分泌腺（ないぶんぴつせん、英: endocrine gland）ともいう。それらをまとめて、内分泌器系または内分泌系、液体調整系（英: endocrine system）とも呼ぶ。内分泌器の共通の特徴として、ホルモンを分泌する細胞が存在すること、分泌したホルモンは血液中に溶け出して全身を回るため、器官内に血管（毛細血管）が発達していること、またホルモンの分泌量をそのときの体にあわせた量に調節するため、その器官そのものも別のホルモンの作用を受けること、などがある。内分泌器の機能的な性質から、内分泌器は体内で特にくっついて存在する傾向はなく、お互いに血管以外では接続されていないのは、他の器官系とは異なる。内分泌器を含む内分泌系を扱う学問を内分泌学という。
対して、排出管を通して体外へ分泌することは外分泌（器）と呼ぶ。

## 特徴
内分泌腺は神経（神経系）とならび、特に高等動物の体内において、各組織や器官の相互協調をコントロールする内分泌系を担う組織である。分泌を行う上皮細胞を持つが、導管はなく、ホルモンを生成する細胞の近くを流れる血液（体液、毛細血管）中に放出する。そのため遠くにある器官にも作用を与えることができ、作用は神経系に比べてが遅いが持続性がある。
ただし、多種の生理活性物質を血液に放出する肝臓、レニンなどを分泌する腎臓、ロイコキニンを分泌する脾臓、消化管ホルモンを放つ消化器粘膜は通常、内分泌腺には加えない。また副腎皮質刺激ホルモン放出ホルモンなど10種類のホルモンを放つ視床下部は、分泌物が血管を経ない事からこれも内分泌腺には含めない場合もある。
一般的に内分泌器に分類される器官は、下垂体・甲状腺・副甲状腺・膵臓・副腎・松果体・精巣・卵巣・胎盤等である。これらは形態学でのグループ分けが難しいが、分泌するホルモンの化学的な性質で分けることはできる。

## ヒトの内分泌器

### 下垂体
下垂体（脳下垂体）は脳の底にある腺で、頭蓋骨底部のくぼみ（トルコ鞍）に細い柄（漏斗）を介してぶら下がるように繋がり収まっている、小指程の大きさである。腺性下垂体と神経性下垂体の2つの部分に分けられ、これらは発生起源が異なる。
腺性下垂体は前葉・中間部・隆起部の3つに分けることができ、その発生は胎生時に口腔の上壁が上方に伸びて形成された上皮性細胞が集まった部分（ラトケ嚢）である。網状の毛細血管を挟んで前葉に索状または塊状に集まった腺細胞は、色素への染色性や電子顕微鏡での微細構造観察結果から6種類に分けられる。これらは、前葉が分泌する6種類のホルモンと対応する。中間部（中葉）は神経性下垂体と接する部分である。小さく、濾泡が集まっている。分泌するメラミン細胞刺激ホルモンは人体においてどのような生理作用を起こすのかはっきりしていない。
神経性下垂体（後葉）は、構造的には下垂体を支える漏斗から形成されたもので、発生的には第3脳室の底部が突き出して形成された神経由来の組織である。内分泌器のひとつに数えられる後葉は、腺細胞を持っていない。実態は、視床下部の神経核がつくる（神経分泌という）ホルモンが神経線維を伝って後葉部へ貯まり、これが放出されている。

### 松果体
大脳第3脳室中央部には、後上壁部から後ろ向きに突き出した部分があり、これが松果体である。松果体は手綱とともに視床上部を形成する。あずき粒ほどの大きさで、軟膜で覆われている。松果体は松果体細胞と神経膠細胞（グリア細胞）に分けられ、前者部分がメラトニンを合成・分泌し概日リズムの調節などを行う。松果体は7歳頃に最も発達し、その後は退行性の変化を見せる。成人では、内部にカルシウム沈殿（脳砂）が見られる。

### 甲状腺
甲状腺は気管を挟んだ二葉の形態を持ち、全容は「U」または「H」字の形をしている。後上面には甲状軟骨がある。内的にはコロイドで満たされた直径0.2mm前後の濾胞が無数に集まったもので、このコロイドが甲状腺ホルモンとして分泌される。また、胞の間にある傍濾胞細胞もカルシトニンの内分泌を行う。発生は、甲状舌管を通して口腔に外分泌物を供給する腺であったが、これが消失して内分泌腺となった。

### 副甲状腺
副甲状腺（上皮小体）は甲状腺の後ろにあり、暗褐色をした米粒ほどの組織が上下に2個ずつ計4個が集まっている。毛細血管の周囲に腺細胞が固まったもので、ホルモンを分泌する主細胞とこれが退行したものという説もある酸好性細胞がある。

### 副腎
副腎は、腎臓の上方に帽子のように被さっている事から腎上体とも呼ばれる。外側を覆う腹膜上質由来の副腎皮質と、その中にある交感神経由来の副腎髄質があり、どちらも内分泌を行う。
副腎皮質は表面から内側にかけて球状帯・束状帯・網状帯の3層があり、それぞれがアルドステロン・コルチコステロン・アンドロゲン（男性ホルモン）を分泌する。
副腎髄質は2種類の細胞があり、分泌するホルモンの種類からアドレナリン細胞とノルアドレナリン細胞に分けられる。どちらも交感神経と同じく二クロム酸カリウム染色液で黄褐色になることから、クロム親性細胞とも言う。

### 膵臓
膵臓には外分泌と内分泌を行う箇所がそれぞれあり、前者（外分泌細胞）は膵液を、後者であるランゲルハンス島（膵島）はホルモンを分泌する。膵島は膵臓容量の約2%程度を占め、直径0.2mm程度の内分泌細胞が集まり外分泌細胞の中に散在する。内分泌細胞はさらに3種類に分けられ、約20%がグルカゴンを分泌するα細胞、約80%がインスリンを分泌するβ細胞、そしてわずかにソマトスタチンを分泌するδ細胞および膵ポリペプチドを分泌するPP細胞などがある。

### 性腺
卵巣・胎盤（黄体）・精巣はまとめて性腺と呼ばれ、それぞれホルモンを分泌する。

### 内分泌器とホルモンの一覧
（物質の種類によって分類したホルモンの一覧は、ホルモンを参照）
| 器官                           | 器官                           | ホルモン |
| ------------------------------ | ------------------------------ | --- |
| 視床下部（含めない場合もある） | 視床下部（含めない場合もある） | - 副腎皮質刺激ホルモン放出ホルモン - 甲状腺刺激ホルモン放出ホルモン - 成長ホルモン放出ホルモン - 性腺刺激ホルモン放出ホルモン      |
| 下垂体 （脳下垂体）            | 下垂体前葉                     | - 副腎皮質刺激ホルモン - 甲状腺刺激ホルモン - 性腺刺激ホルモン - 黄体形成ホルモン - 卵胞刺激ホルモン - 成長ホルモン - プロラクチン |
| 下垂体 （脳下垂体）            | 下垂体中葉                     | - メラニン細胞刺激ホルモン |
| 下垂体 （脳下垂体）            | 下垂体後葉                     | - バソプレッシン - オキシトシン |
| 松果体                         | 松果体                         | - メラトニン |
| 甲状腺                         | 甲状腺                         | - 甲状腺ホルモン - チロキシン（サイロキシン） - トリヨードチロニン（トリヨードサイロニン） - カルシトニン                          |
| 副甲状腺（上皮小体）           | 副甲状腺（上皮小体）           | - パラトルモン(上皮小体ホルモン)                                                                                                   |
| 副腎（腎上体）                 | 副腎皮質                       | - コルチコステロン（糖質コルチコイド） - アルドステロン - アンドロゲン                                                             |
| 副腎（腎上体）                 | 副腎髄質                       | - アドレナリン（エピネフリン） - ノルアドレナリン（ノルエピネフリン）                                                              |
| 膵臓（ランゲルハンス島）       | 膵臓（ランゲルハンス島）       | - インスリン - グルカゴン - ソマトスタチン - 膵ポリペプチド                                                                        |
| 卵巣                           | 卵巣                           | - エストロゲン - プロゲステロン |
| 胎盤                           | 胎盤                           | - 絨毛性ゴナドトロピン（ヒト絨毛性ゴナドトロピン）                                                                                 |
| 精巣（睾丸）                   | 精巣（睾丸）                   | - アンドロゲン - テストステロン |

## 内分泌軸
内分泌器系は個々の内分泌器がばらばらに活動しているのではなく、
外部刺激や環境変化などへの適応・恒常性維持などを目的として
複数の内分泌器が負のフィードバックによる制御機構をもつまとまりのある活動をしている。
そこで、いくつかの内分泌器、ホルモンや機能に注目し、協働して活動している内分泌器をひとつの系とみなして、これを内分泌軸と呼ぶ。もちろん、実際の相互作用はこれほど単純ではなく複雑なネットワークを構成している。
主な内分泌軸を以下の表に示す。
| 軸                                  | 構成                                | ホルモン                                                   | 主な機能                                                                         |
| ----------------------------------- | ----------------------------------- | ---------------------------------------------------------- | -------------------------------------------------------------------------------- |
| 視床下部-下垂体-副腎系 HPA軸(英)    | 視床下部                            | CRH : 副腎皮質刺激ホルモン放出ホルモン                     | 感染炎症→免疫抑制 体浸透圧調整 サーカディアンリズム 精神的ストレスへの適応       |
| 視床下部-下垂体-副腎系 HPA軸(英)    | 下垂体                              | ACTH : 副腎皮質刺激ホルモン                                | 感染炎症→免疫抑制 体浸透圧調整 サーカディアンリズム 精神的ストレスへの適応       |
| 視床下部-下垂体-副腎系 HPA軸(英)    | 副腎                                | 副腎皮質ホルモン: コルチゾール、アルドステロン             | 感染炎症→免疫抑制 体浸透圧調整 サーカディアンリズム 精神的ストレスへの適応       |
| 視床下部-下垂体-性腺系 HPG軸(英)    | 視床下部                            | GnRH : 性腺刺激ホルモン放出ホルモン                        | 生殖                                                                             |
| 視床下部-下垂体-性腺系 HPG軸(英)    | 下垂体                              | LH : 黄体形成ホルモン FSH : 卵胞刺激ホルモン               | 生殖                                                                             |
| 視床下部-下垂体-性腺系 HPG軸(英)    | 性腺 精巣、卵巣                     | テストステロン エストラジオール プロゲステロン             | 生殖                                                                             |
| 視床下部-下垂体- 甲状腺系 HPT軸(英) | 視床下部                            | TRH : 甲状腺刺激ホルモン放出ホルモン                       | 基礎代謝量の調節 (例: 飢餓状態→代謝低下) 体温恒常性維持 (例: 季節に伴う毛変わり) |
| 視床下部-下垂体- 甲状腺系 HPT軸(英) | 下垂体                              | TSH : 甲状腺刺激ホルモン                                   | 基礎代謝量の調節 (例: 飢餓状態→代謝低下) 体温恒常性維持 (例: 季節に伴う毛変わり) |
| 視床下部-下垂体- 甲状腺系 HPT軸(英) | 甲状腺                              | 甲状腺ホルモン                                             | 基礎代謝量の調節 (例: 飢餓状態→代謝低下) 体温恒常性維持 (例: 季節に伴う毛変わり) |
| 視床下部-下垂体- 成長系             | 視床下部                            | GHRH : 成長ホルモン放出ホルモン SST: ソマトスタチン        | 成長                                                                             |
| 視床下部-下垂体- 成長系             | 下垂体                              | GH : 成長ホルモン                                          | 成長                                                                             |
| 視床下部-下垂体- 成長系             | 末梢組織: 肝臓、胃、骨、 脂肪組織等 | 肝臓: インスリン様成長因子 胃: グレリン 脂肪組織: レプチン | 成長                                                                             |
| 視床下部-下垂体- プロラクチン系     | 視床下部                            | DA : ドーパミン TRH: 甲状腺刺激ホルモン放出ホルモン        | 泌乳                                                                             |
| 視床下部-下垂体- プロラクチン系     | 下垂体                              | PRL : プロラクチン オキシトシン                            | 泌乳                                                                             |
| 視床下部-下垂体- プロラクチン系     | 末梢組織 乳腺、生殖腺等             | -                                                          | 泌乳                                                                             |